# Zanim spadnie deszcz (singel)
Zanim spadnie deszcz (zapis stylizowany minuskułą: zanim spadnie deszcz) – singel polskiego rapera Kubana oraz piosenkarza Mroza z trzeciego albumu studyjnego Kubana zatytułowanego Fugazi. Singel został wydany 24 stycznia 2025.
Oryginalny teledysk do utworu zdobył ponad 11,5 mln wyświetleń na platformie YouTube (stan na sierpień 2025). Natomiast w serwisie Spotify, utwór osiągnął prawie 11,5 mln odsłuchań (stan na sierpień 2025).

## Nagrywanie i historia wydania
Utwór napisali: Łukasz Mróz oraz Jakub Kiełbiński, który odpowiadał również za kompozycję piosenki razem z Filipem Pachólczukiem. Utwór wyprodukował Favst, a za miksowanie i mastering odpowiadał ENZU. 
Singel ukazał się w formacie digital download oraz streaming 24 stycznia 2025 w Polsce, za pośrednictwem wytwórni płytowej dobzi ludzie, w dystrybucji Sony Music Entertainment. Utwór został umieszczony na trzecim albumie studyjnym Kubana – Fugazi.

## Teledysk
Do utworu powstał teledysk, który udostępniono za pośrednictwem platformy YouTube w dzień wydania singla.

## Lista utworów
- Digital download[4]

1. „Zanim spadnie deszcz” – 3:08

## Notowania

### Pozycja na tygodniowej liście sprzedaży
| Kraj   | Lista                    | Najwyższa pozycja |
| ------ | ------------------------ | ----------------- |
| Polska | OLiS – single w streamie | 15                |